# Roucourt
Roucourt és un municipi francès, situat a la regió dels Alts de França, al departament del Nord. L'any 2006 tenia 374 habitants. Limita al nord amb Guesnain, al nord-est amb Lewarde, al sud-est amb Erchin, al sud amb Cantin i a l'oest amb Dechy.

## Demografia
| 1962                                       | 1968 | 1975 | 1982 | 1990 | 1999 | 2006 |
| ------------------------------------------ | ---- | ---- | ---- | ---- | ---- | ---- |
| 280                                        | 308  | 292  | 297  | 335  | 369  | 374  |
| Des de 1962: població sense dobles comptes |      |      |      |      |      |      |

## Administració
| Període   | Identitat                  | Partit |
| --------- | -------------------------- | ------ |
| 2001-2008 | Guy Becquet de Megille     |        |
| 2008-     | Thérèse Scherpereel-Musial |        |